# Horemheb
Pour les articles homonymes, voir Horemheb (homonymie).
Horemheb est le dernier pharaon de la XVIIIe dynastie. Manéthon le nomme Horus ou Armaîs selon les historiens qui nous ont transmis ses textes.
Originaire de Hout Nesout en Moyenne-Égypte, non loin d'Amarna et d'Hermopolis Magna, Horemheb n'est pas d'origine royale. Il est probablement issu d'une famille noble du nome du Faucon aux ailes déployées ou est d'origine plus modeste. Il appartient de manière sûre à la caste des militaires au moment où il apparaît dans les textes officiels qui témoignent de cette période de transition entre les deux grandes dynasties du Nouvel Empire.
Horemheb va avoir une ascension formidable à la cour royale d'un pays qui souffre des bouleversements induits par la réforme religieuse atonienne.
C'est notamment pendant le règne de Toutânkhamon que cette ascension se réalise. Devenu le premier homme de l'État après Pharaon, il accède au trône au moment où la dynastie des thoutmôsides s'éteint.
Son règne marque deux fins, celle de la XVIIIe dynastie et celle de la période amarnienne.
Il fait la transition entre deux périodes majeures du Nouvel Empire, et symbolise la prise du pouvoir royal par la classe des militaires du pays, devenue de plus en plus puissante dans une Égypte qui contrôlait alors un vaste empire et représentait l'une des principales puissances internationales de la région.

## Généalogie
Les parents d’Horemheb restent à ce jour inconnus, faute de document éclairant précisément ses origines. Les inscriptions et sources qui précèdent le règne d'Horemheb ne sont pas prolixes concernant sa famille.
Le texte principal qui décrit de manière synthétique sa carrière avant son accession au trône d'Horus, est le texte du couronnement qui se trouve au verso du groupe statuaire représentant le roi en compagnie de la reine Moutnedjemet. Ce groupe statuaire est conservé au Musée égyptologique de Turin.
Dans ce texte officiel, certains des titres du dignitaire qu'il était alors sont cités. Parmi ces derniers, on trouve celui de chef des prophètes d'Horus de Hout Nesout, cité dont sa famille est originaire. Ce titre qui apparaît à l'Ancien Empire est devenu l'apanage des nomarques au Moyen Empire. Capitale du XVIIIe nome de Haute Égypte, la cité de Hout Nesout – que l’on peut traduire littéralement par le « Château du Roi » - avait pour principal culte le dieu Horus de Hout Nesout[réf. nécessaire]. Cette divinité forme la racine du nom même d’Horemheb qui signifie en égyptien ancien, « Horus est en fête ».
Cet indice dans les titres de l'officier Horemheb pourrait donc indiquer une origine noble de sa famille. Il l'aurait reçu en héritage de son père qui l'aurait lui-même reçu en héritage.
Cependant on n'a pas trouvé de monuments ou de témoignages d'Horemheb envers ses parents et aïeuls ce qu'il n'aurait pas manqué de faire si ses origines étaient de haute condition. Il peut tout aussi bien être issu d'une famille plus modeste ou bien de simples militaires qui à la XVIIIe dynastie représentent la caste montante dans la société égyptienne. Les reliefs de sa tombe memphite dont la décoration précède l'accession à la royauté d'Horemheb, ne représentent qu'exclusivement les fonctions liées à l'administration militaire. Il est donc certain qu'il s'agit d'un militaire de carrière, entré très tôt au service de sa majesté et ayant gravi les échelons et les grades.
Dans cette hypothèse, Horemheb pourrait avoir eu comme ascendants deux militaires homonymes ayant vécu sous la XVIIIe dynastie, l'un sous le règne de Thoutmôsis Ier et l'autre de Thoutmôsis IV. Ce dernier possède d'ailleurs une tombe à Thèbes et pourrait être son grand-père. Il portait les titres de « Surintendant du bétail sacré », « Capitaine des archers » et « Scribe royal des recrues ». Il est également représenté dans sa tombe en tant que précepteur d'Aménémopet, la fille de Thoutmôsis IV, fonction qui le lie de manière étroite à la famille royale.

## Biographie

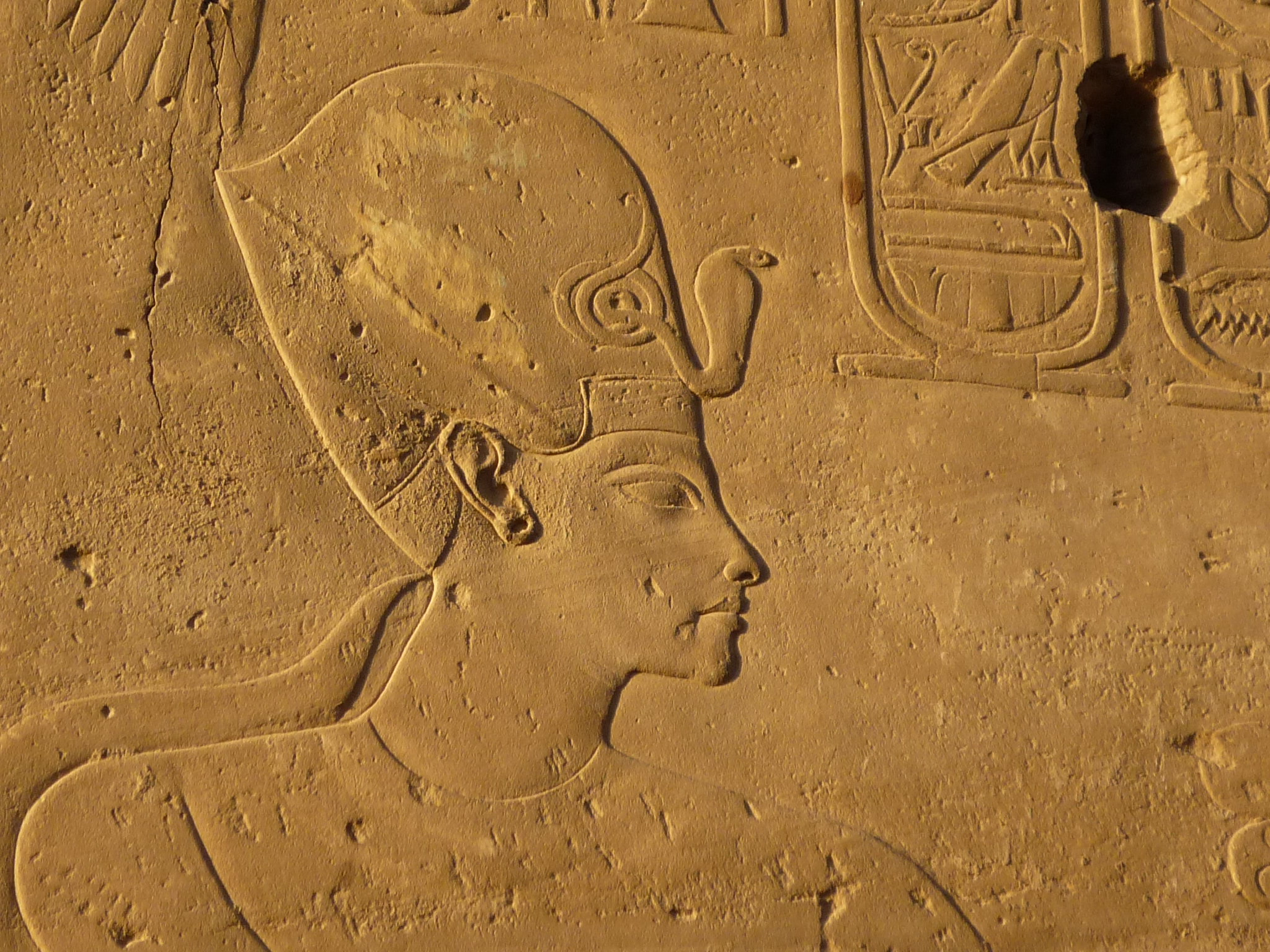
Relief du temple de Louxor réinscrit aux cartouches d'Horemheb.

### Carrière diplomatique et militaire
Il semble que la carrière d'Horemheb à la cour des derniers descendants de la famille régnante, ait débuté sous le règne d’Akhenaton et que son ascension ait été par la suite rapide.
Certains spécialistes voient en lui le même personnage que Paatonemheb, c'est-à-dire « Aton est en fête », commandant en chef sous le règne d'Akhenaton et qui s'était fait préparer une sépulture dans la capitale du roi en Amarna. Dans cette hypothèse, il aurait fait changer son nom après le retour à la religion traditionnelle, pour celui d'Horemheb « Horus est en fête ». Mais il existe autant de présomptions que ces deux militaires soient des personnes distinctes,.
Quoi qu'il en soit, les sources contemporaines attestent qu'il était au début de sa carrière un scribe royal. Cadre militaire et officier de l'armée du roi, son influence politique est déjà bien développée sous le règne de Toutânkhamon, dont il devient le conseiller et secrétaire particulier.
Il est ensuite nommé à la fonction prestigieuse de « Député du roi sur toute la terre », soit de porte-parole du roi en Égypte et dans toutes les terres étrangères, rôle apparenté à celui de ministre des affaires étrangères. Il est alors à la tête de l'armée, portant les titres de « Supérieur des généraux du Seigneur des Deux-Terres » et « Généralissime », charges les plus élevées de l'administration militaire du pays.
En tant que tel, représentant le roi à l'extérieur des frontières de l'Égypte, il est engagé dans une confrontation assez importante avec les Hittites, qui se termina par une défaite à Amqa, non loin de Qadesh. En Nubie, il conduit personnellement une mission diplomatique, son action aura pour résultat la visite officielle du prince de Miam à la cour de Toutânkhamon. Cette visite officielle accompagnée de riches tributs est conduite par le vice-roi de Nubie, le Fils royal de Koush Amenhotep Houy, qui fera représenter la scène dans son tombeau TT40 à Gournet Mourraï.

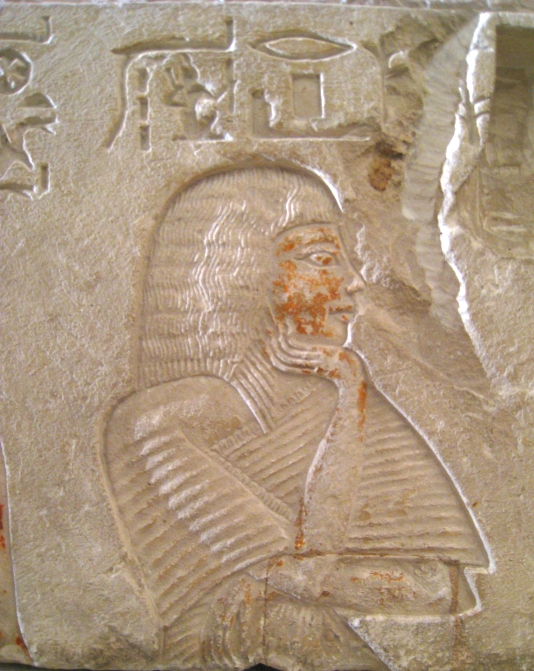
Relief d'une tombe de Saqqarah, représentant un général en chef, prince héréditaire, identifié à Horemheb.

Les reliefs contemporains de cette époque, dont notamment ceux retrouvés dans la tombe du général à Saqqarah, montrent alors les défilés des prisonniers des régions reconquises. Ils sont amenés en captivité avec leurs biens et leurs familles à la cour du roi. Parmi les ethnies représentées, on trouve également des Libyens ce qui suggère que le général ait également opéré dans le désert occidental afin d'y contenir les populations nomades qui menaçaient régulièrement de franchir les frontières du pays et de s'installer sur les riches terres du delta du Nil et du Fayoum.
Outre ce rôle de premier ambassadeur du roi et de chef de l’administration militaire, il organise également des expéditions dans les carrières en tant que Scribe des recrues et de Supérieur des recrues du Maître des Deux-Terres. Ces expéditions demandaient une organisation rigoureuse et une main d'œuvre nombreuse que l'armée en temps de paix fournissait en grande partie, en plus de son rôle classique de sécurisation des longs cortèges qui se déplaçaient ainsi dans des contrées souvent inhospitalières et parfois fréquentées par des bandes de nomades. Ces derniers menaçaient sans cesse les routes et les mines. Or, pour les besoins du programme architectural de Toutânkhamon, il est certain qu'un grand nombre de matériaux de construction a été nécessaire. Partout en Égypte les temples, autrefois fermés sur ordre d'Akhenaton, nécessitaient d'être restaurés, un grand nombre d'entre eux ayant été détériorés par manque d'entretien ou parfois par iconoclasme, notamment à Thèbes. Non seulement le roi rouvre les sanctuaires des anciens dieux, mais il commande de nouveaux monuments que son court règne ne permettra pas d'achever, œuvres qui seront alors reprises par ses successeurs.
Par bien des égards, les titres qu’Horemheb porte pendant cette période, et qui reflètent sa carrière, rappellent ceux d’Amenhotep fils de Hapou, célèbre personnalité de la cour d’Amenhotep III. On citera notamment celui de « chef des travaux dans la montagne de quartzite ». En plus du fait de commander les expéditions dans les carrières afin d'en rapporter les matériaux nécessaires aux édifices du règne, cette fonction le distingue comme l'un des principaux architectes du règne du jeune et dernier héritier de la lignée des Thoutmôsis.

### Le politicien et le courtisan

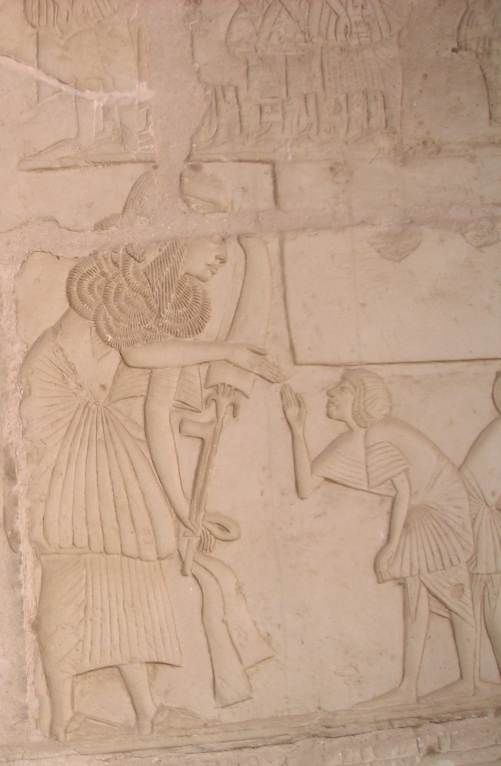
Le général Horemheb et ses interprètes à la cour royale

Horemheb reçoit ensuite à Memphis le titre de prince repâ, c'est-à-dire de « Prince royal », titre honorifique qui le place à la tête du gouvernement du pays devant les vizirs.
Ses principaux titres illustrent le haut degré de sa place auprès du roi. On retiendra notamment ceux de « Prince héréditaire de Haute et Basse-Égypte et comte », « Compagnon unique du roi », « Le premier devant les courtisans du roi », « Flabellifère à la droite du roi », « Celui qui est choisi par le roi dans toute la Haute et Basse-Égypte pour assurer le gouvernement des Deux Rives ».
Il aide avec dynamisme à l’œuvre de réforme de Toutânkhamon. Plus proche confident du roi, il a certainement influencé sa politique intérieure dont l’acte principal est le retour à l’orthodoxie religieuse et l’abandon définitif de la capitale d’Akhenaton. La capitale royale est transférée à nouveau à Thèbes, tandis que la cour s’installe avec le souverain et sa reine à Memphis. Il entreprend la réorganisation totale du pays et y refait régner l'ordre en améliorant les conditions de vie du peuple, alors dans une très grande misère.
À la cour, il est le contemporain des grandes personnalités qui accompagnent le règne du jeune roi, telles que le trésorier Maya, le grand prêtre de Rê Méryrê, le grand prêtre de Ptah Méryptah puis son successeur Ptahemhat Ty et surtout le vizir Ousermontou et le Père divin et général Aÿ, qui a traversé les turbulences de la fin de l'expérience amarnienne. Ils forment avec Horemheb le conseil privé du roi qui siège au palais et administre le gouvernement du pays.
Ces personnalités du royaume sont connues grâce aux dédicaces qu'ils laissèrent en l'honneur du roi, pendant son règne ou à l'occasion de ses funérailles. On a retrouvé dans le viatique funéraire qui accompagnait le pharaon dans son ultime demeure de la vallée des Rois, des objets offerts par certains de ces dignitaires portant leur dédicace propre. Mais c'est surtout grâce aux tombeaux qu'ils se sont fait creuser dans la nécropole memphite que l'on peut restituer une image de la société d'alors et du degré de prospérité du pays grâce aux reliefs et aux textes qu'ils portent. En effet, si l'abandon d'Akhetaton avait permis à Thèbes de retrouver son statut de capitale religieuse de l'empire et de la royauté, notamment en étant à nouveau le siège de la nécropole dynastique, c'est avant tout la vieille capitale de l'Égypte, Memphis, qui a profité de la situation. Le roi, sa grande épouse royale et la cour s'y étaient installés à demeure y transférant toute l'administration et la cour, ainsi que probablement une grande part des artisans qui avaient œuvré dans la capitale d'Akhenaton.

### Monument funéraire à Saqqarah

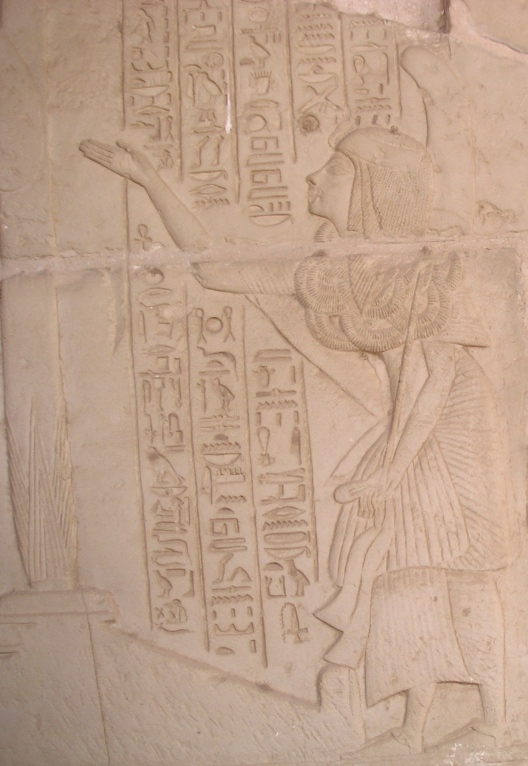
Relief représentant le général Horemheb, déjà orné de l'uræus royal, recevant l'or de la récompense des mains de Toutânkhamon.

C’est précisément pendant cette période qu’Horemheb se fait édifier à Saqqarah un très grand et très somptueux monument funéraire qui retrace les grands évènements de sa carrière et illustre à grand renfort de détails le prestige du personnage qui devient rapidement l'homme providentiel qui saura préserver le pays des menaces externes et des troubles internes.
Ce tombeau est creusé dans le plateau de la nécropole, au sud de la chaussée de la pyramide d'Ounas, et dispose d'un véritable temple funéraire construit par-dessus, dont le développement architectural a suivi l’évolution de la carrière de ce grand personnage de la cour. Ce temple est doté de pylônes et de cours à colonnades donnant sur une chapelle de culte tripartite recouverte d'un pyramidion funéraire.
Les murs de cet édifice sont couverts de reliefs sculptés sur des plaques de calcaire fin apposées sur les murs de briques. Ce chemisage de matériau noble et historié narre les principaux faits officiels de la vie du général. On y voit notamment le courtisan recevant des mains du souverain l’« or de la récompense ». Sur d’autres scènes apparaissent toute l’administration militaire occupée à enregistrer les tributs et prises de guerre de Nubie ou de Syrie. Parmi les personnages représentés se trouvent notamment le lieutenant d'Horemheb, le commandant des troupes Ramose, qui assistait son maître en toutes circonstances. Une fastueuse cérémonie est organisée pour le retour du vainqueur des ennemis de l'Égypte accompagnée d'un abondant banquet et de nombreuses réjouissances. Les convives sont représentés individualisés, ayant chacun reçu une ou deux jarres de vin selon leur rang ainsi qu'un amoncellement de victuailles constitué de pains, de légumes et de viandes rôties. D’autres reliefs mettent en scène le diplomate, en compagnie de ses interprètes, dans son rôle d’intercesseur auprès du roi pour les ambassadeurs syriens restés prostrés devant le dais royal.
Outre ces tableaux officiels, des scènes de la vie quotidienne du général y apparaissaient également. Beaucoup ont disparu au cours des siècles, mais les blocs décorés découverts sur place permettent de découvrir la maison du général ainsi qu'une partie du quartier de Memphis qui l'abritait et le port qui le jouxtait dont l'activité est rendue avec une certaine fébrilité. Il est possible qu'un certain nombre de reliefs conservés dans les musées égyptologiques proviennent de la tombe d'Horemheb. Certaines des scènes ainsi conservées du culte dans un temple de la région ou bien d'une cérémonie funéraire dans ce qui pourrait être la représentation du tombeau du général viendraient compléter utilement le répertoire iconographique du monument. Quoi qu'il en soit, le traitement du relief et le style caractéristique de l'époque en font des œuvres contemporaines, et témoignent de la finesse de l'art pariétal à la fin de la XVIIIe dynastie,.
Des statues représentant Horemheb et sa première épouse Amenye y ont été retrouvées. Bien qu'anépigraphes et pour certaines inachevées, ces sculptures représentent de manière assurée le général et son épouse, qui le précéda dans la mort et au tombeau. L'une de ces statues, aujourd'hui exposée au British Museum, a récemment pu être identifiée grâce à la découverte sur place d'un morceau des mains enlacées des deux époux.
Une autre a été retrouvée non loin de son emplacement d'origine au cours des mêmes fouilles. Bien que la statue du général soit décapitée et que l'ensemble soit inachevé, ce groupe statuaire nous permet d'apprécier la maîtrise des ateliers de sculpteurs de Memphis et de découvrir la finesse du visage d'Amenye qui porte une perruque caractéristique de l'époque,,.
Ce monument entièrement dédié à la gloire de l’officier du roi est un élément précieux pour les égyptologues pour connaître l’organisation de la cour royale et de l’armée égyptienne à la fin de la XVIIIe dynastie. À en juger par la qualité de l'édifice et de l'exécution de sa décoration, nul doute qu'Horemheb occupait alors auprès du souverain la place de favori.

### Contexte géopolitique

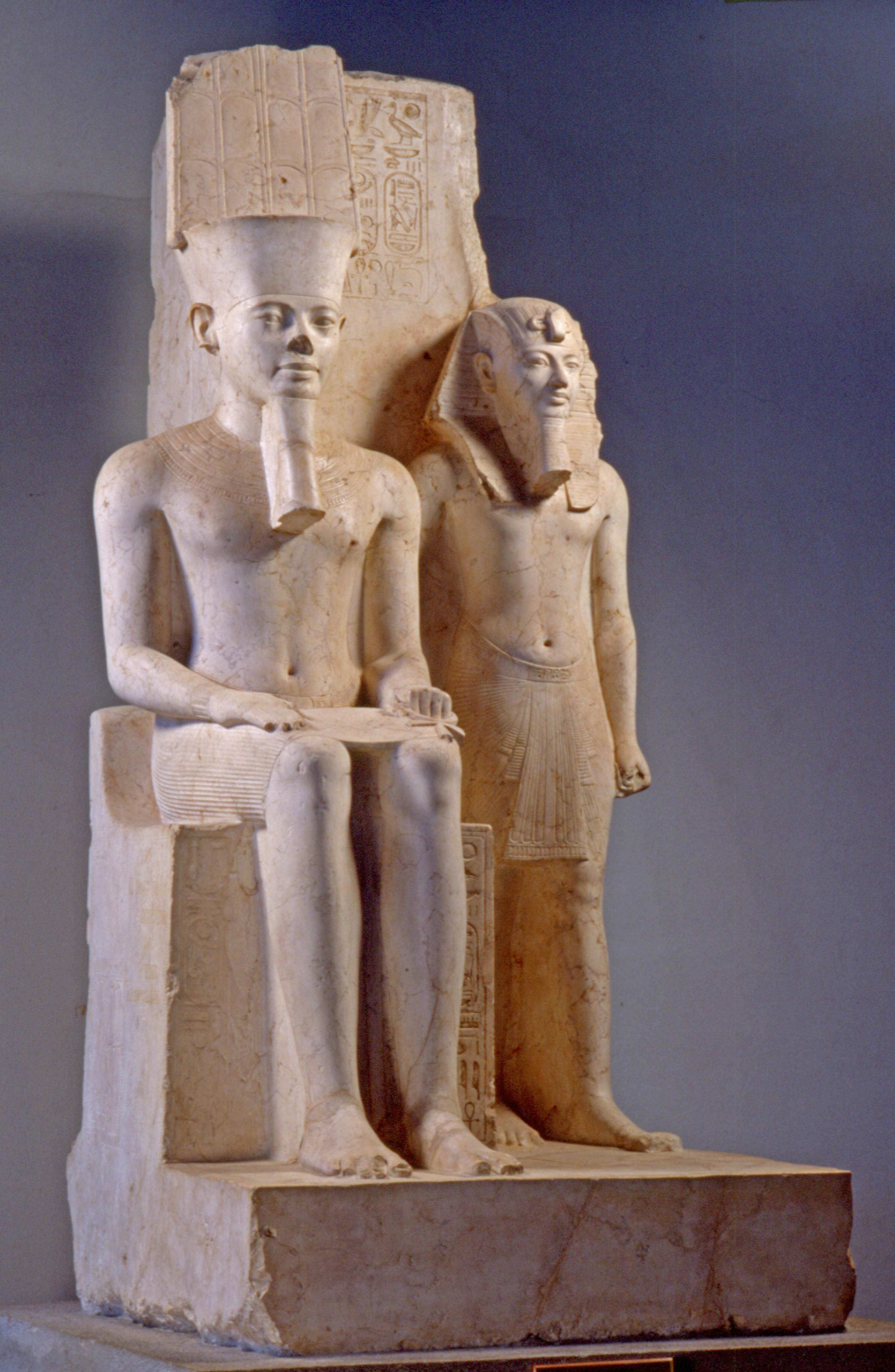
Le dieu Amon présentant le nouvel Horus, le roi Horemheb.

Entretemps, le général est occupé à maintenir les frontières orientales de l'empire. À la suite du décès de Toutânkhamon, mort sans descendance, des troubles éclatent pour choisir le nouveau roi. Deux textes retrouvés dans les archives diplomatiques de Hattusa, la capitale de l'empire hittite témoignent certainement de cette période incertaine. La veuve d'un pharaon écrit au souverain du Hatti afin qu'il lui donne pour époux un prince de sang royal, refusant expressément de prendre comme époux un de ses sujets. Suppiluliuma méfiant adressa alors une ambassade à l'Égypte afin d'en vérifier l'authenticité. Celle-ci revient quelques mois plus tard avec un nouveau courrier de la reine, qui confirme sa demande de mariage et d'alliance. Le prince Zannanza est alors désigné et prend la route de l'Égypte afin de régner en compagnie de la souveraine des Deux Terres sur l'Empire égyptien et ainsi de sceller définitivement l'alliance des deux Empires.
Le prince est tué sur le chemin, victime d'un complot ourdi par les partisans des courtisans impliqués dans cette affaire de succession. Bien que le nom de la reine ne soit pas mentionné, les égyptologues s'accordent à identifier celle-ci comme étant Ânkhésenamon, épouse de Toutânkhamon. Le souverain hittite est bien le contemporain de cette période et la situation correspond à la fin de la XVIIIe dynastie. Il est possible qu'Aÿ et Horemheb aient été directement impliqués dans cette affaire.
Quoi qu'il en soit, à la suite du meurtre du prince du Hatti, les Hittites entrent en conflit avec les Égyptiens, franchissent la frontière et assiègent les cités vassales de l'Égypte, prenant notamment la citadelle de Qadech sur l'Oronte. Les garnisons égyptiennes sont décimées et de nombreux prisonniers sont emmenés en captivité à Hattusa. Malheureusement pour les Hittites, certains étaient porteurs de la peste, et l'épidémie se répand dans le pays, ce que les Égyptiens interpréteront comme le fait de la colère divine à l'encontre de ceux qui ont violé le traité en vigueur depuis le règne d'Amenhotep III. Même le grand souverain du Hatti, Suppiluliuma Ier, est atteint par la maladie et en meurt. Son fils Arnuwanda II monte alors sur le trône, mais ne lui survit que deux ans, victime des mêmes maux.
Horemheb conduit alors les troupes égyptiennes dans ce conflit et parvient à reprendre les territoires perdus. Il signe la paix avec Mursili II, l'empereur des Hittites, qui a pris la succession de son frère. La paix restaurée, le général rentre triomphalement au pays et peut à présent tourner son attention vers l'Égypte.
Le roi Aÿ meurt et Horemheb manœuvre pour écarter du trône son fils Nakhtmin, qui disparaît sans laisser de traces.

### Règne

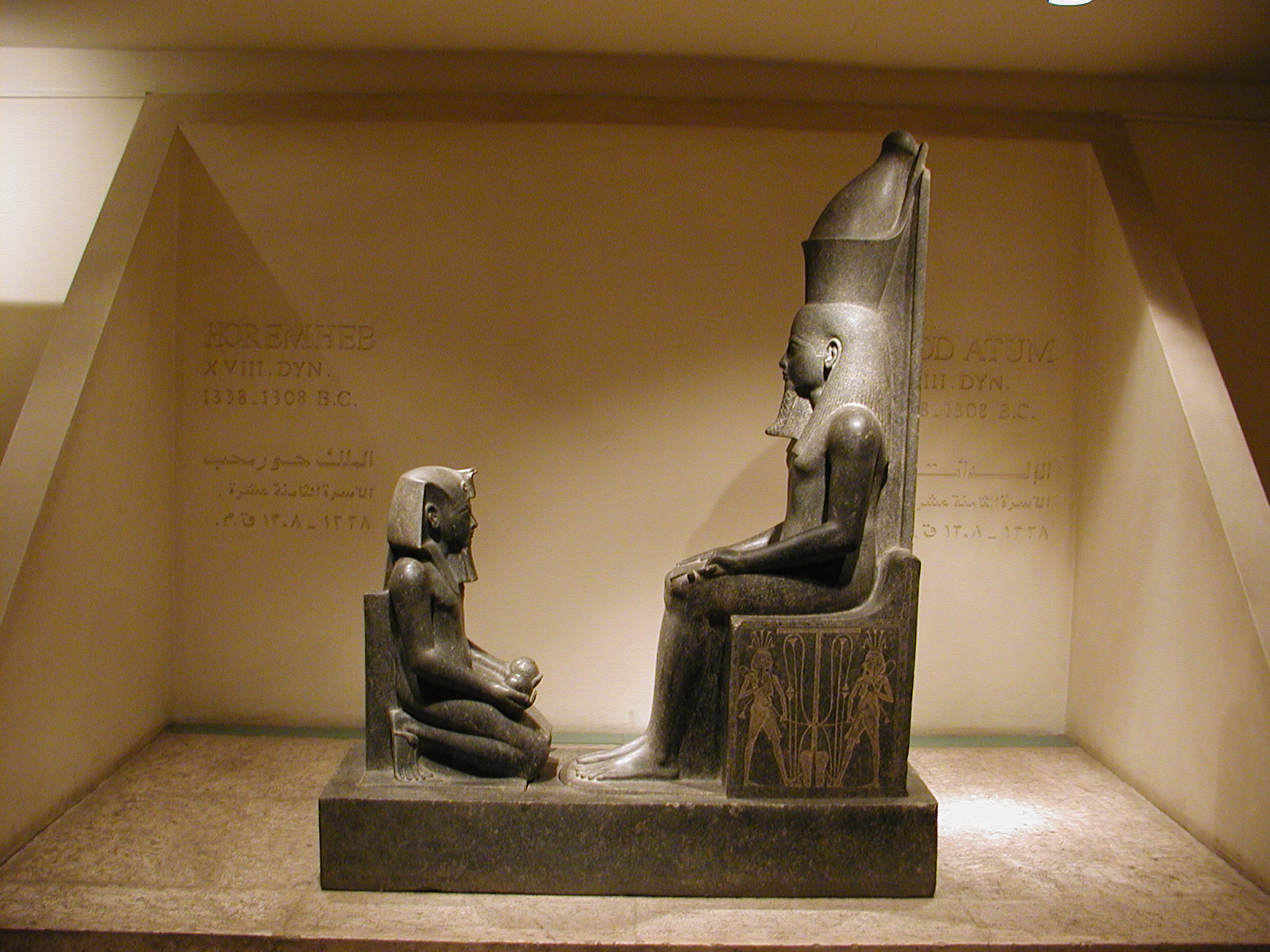
Horemheb faisant l'offrande des vases Nou au dieu Atoum - Musée de Louxor.

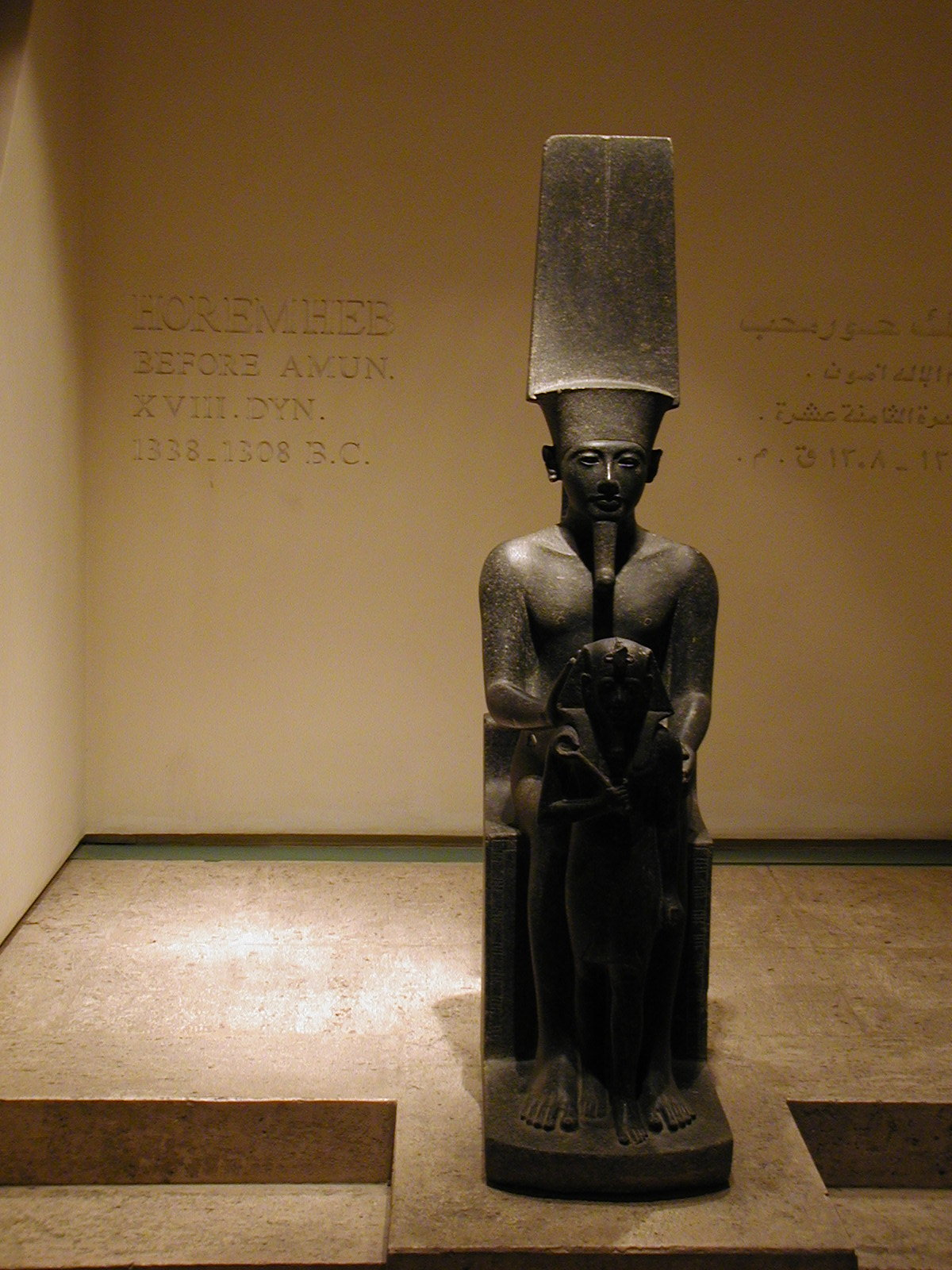
Statue du dieu Amon-Rê présentant devant lui le pharaon Horemheb.

À la mort, sans doute prématurée, du jeune pharaon, c'est Aÿ qui succède au trône, dernier représentant d'une dynastie dont il n'est même pas le descendant. Ce faisant, il facilite sans doute l'arrivée sur le trône d'Horus d'Horemheb qui le ravit au fils d’Aÿ, Nakhtmin avec l’aide des prêtres d’Amon, pressés d'effacer les dernières traces d'une période néfaste pour le culte de leur dieu.

#### Le sacre
Le sacre du nouveau pharaon se fait dans le temple d'Amon de Karnak. Le texte de cet avènement déjà cité est donc parvenu jusqu'à nous, mettant en scène les dieux qui adoubent le général et le placent sur le trône. C'est Horus lui-même qui conduit « en effigie » le roi auprès d'Amon-Rê. Le grand dieu de l'empire, qui avait retrouvé sa place auprès de la royauté, confirme du fond de son sanctuaire par oracle la royauté à Horemheb. Ce grand texte résume la carrière du roi avant son accession au trône, et le présente comme le chéri des dieux, élu par les dieux qui composent sa titulature et le couronnent au moment de la grande fête d'Opet à Thèbes. À cette occasion, il prend comme grande épouse royale la dame Moutnedjemet qui est identifiée à la sœur homonyme de la reine Néfertiti. Certains groupes statuaires représentent cet instant où le dieu pose ses mains sur le nouveau pharaon, comme s'il le présentait au monde.

#### Durée de règne
La durée du règne d'Horemheb reste à ce jour discutée. En raison du peu de documents datés mis au jour jusqu'à présent, cette appréciation varie dans les différentes études et analyses de la fin de la XVIIIe dynastie.
D'une manière générale, son règne est situé aux alentours de -1323 à -1295, et la durée de son règne est estimée à vingt-sept ans bien que certaines dates relevées sur des monuments ou des documents du règne suggèrent une durée bien plus élevée de près de soixante années de règne.
C'est notamment le cas dans une inscription de la tombe memphite d'un dénommé Mes, qui relate les déboires administratifs et judiciaires vécus par le dignitaire, procès qui ne trouvera une issue heureuse que sous le règne de Ramsès II. Dans ce texte, il est fait mention de la 59e année du règne d'Horemheb. Cette date très élevée est interprétée par les égyptologues comme une correction chronologique nécessaire à la suite de l'effacement des règnes amarniens sous la XIXe dynastie.
Horemheb dans sa volonté de restauration aurait ainsi absorbé le nombre d'années des règnes des derniers représentants de la XVIIIe dynastie, à moins plus probablement que cette correction ne soit intervenue qu'au début de la dynastie suivante. En effet, sur les listes royales d’Abydos et du Canon royal de Turin, les scribes le rattachent ainsi directement au règne d'Amenhotep III, de sorte que le compte de ses années de règne cumule ainsi celui des souverains amarniens de la XVIIIe dynastie, victimes de la damnatio memoriae ramesside.

#### Le retour à la stabilité
Quelle que soit la durée du règne, Horemheb apparaît néanmoins comme le restaurateur de l'ordre établi, tel que l'indique sa titulature royale. Il maintient le rôle absolu de pharaon se posant en digne héritier des plus grands souverains de la dynastie. Dans les échanges diplomatiques avec les principautés du Moyen-Orient, ses correspondants l'appellent « Mon Soleil », titre déjà porté par Amenhotep III et qui traduit la volonté royale de donner à cet immense empire une unité de gouvernement et de foi.
Il reprend à son compte la politique de restauration initiée par Toutânkhamon et la développe au moyen de décrets qu'il fait figurer sur de grandes stèles érigées dans les principaux temples du pays. Il rend public le programme de son règne, notamment dans un édit figurant sur une stèle qui a été retrouvée au pied du Xe pylône du temple d'Amon-Rê de Karnak, stèle dite du rétablissement, vraisemblablement usurpée à Toutânkhamon. Pour défendre et protéger le peuple contre les vols, la corruption et le pouvoir des fonctionnaires, il instaure une série de mesures répressives avec des châtiments immédiats.
À Memphis, au cours de son règne survient la mort du dieu Apis, incarnation vivante du dieu Ptah. Poursuivant la tradition, il lui fait édifier un tombeau dans la nécropole de la cité. Les funérailles du dieu sont organisées en grande pompe et avec luxe, la momie du taureau étant accompagnée de quatre grands vases canopes en albâtre et de toute une collection d'ouchebti. Bien que ce fait soit un acte officiel du règne, il n'est cependant pas daté, nous privant d'un élément utile pour la compréhension de la chronologie de l'époque.
Les cultes des anciens dieux sont rétablis et les temples à nouveau ouverts voire restaurés, reconstruits. Ces fondations cultuelles reçoivent de nouvelles terres et les phyles sont reconstituées. Par cette action, le roi desserre l'étau d'une centralisation trop renforcée sous les règnes précédents. Horemheb place alors de nouveaux hommes aux postes stratégiques des principales institutions et opère ainsi à une décentralisation des biens fonciers.
Il réorganise ainsi l'administration, les tribunaux, le Trésor, fixe de nouvelles taxes et confirme dans leur fonction le vizir de Haute-Égypte, qui réside à Thèbes et celui de Basse-Égypte, qui gouverne depuis Memphis.
À ces postes clefs du gouvernement du pays, le roi place des hommes de confiance issus, comme lui, de l'armée. Le plus célèbre d'entre eux, le vizir de Basse-Égypte, Pa-Ramessou, sera appelé plus tard à un brillant avenir, étant désigné à la fin du règne comme « Prince héréditaire » tout comme Horemheb avant lui l'avait été sous le règne de Toutânkhamon. Le vizir de Haute-Égypte pourrait quant à lui être le fils aîné de  Pa-Ramessou, le général Séthi. Ces deux ministres représentent le roi et son autorité sur tout le territoire contenu dans les frontières classiques du pays.
Sous son règne, Thèbes redevient le centre de l'attention religieuse du pays, recouvrant peu à peu sa gloire éclipsée par l'expérience religieuse d'Akhenaton. L'ordre du roi d'en effacer les moindres traces est tout particulièrement suivi dans la grande cité du dieu Amon, comme l'attestent les innombrables blocs de pierres issus de cette démolition, les talatates, dont les architectes du roi se serviront comme matériau de remplissage des murs et pylônes des édifices royaux. Partout où l'histoire récente du pays comportait les cicatrices de cette période considérée comme néfaste, les architectes et artisans du roi interviennent sous la direction des proches mêmes du roi.

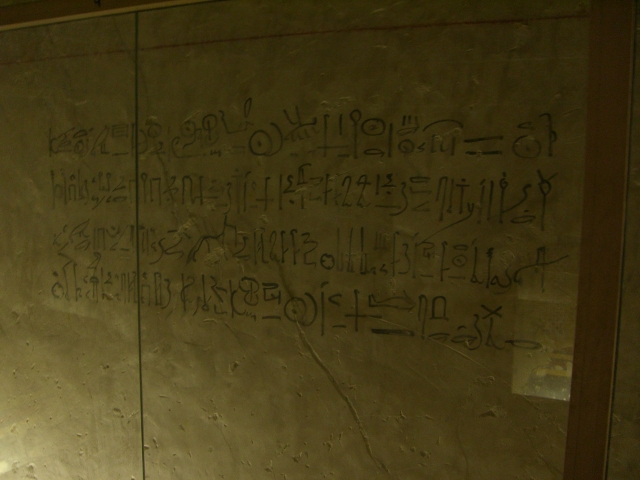
Procès-verbal de la restauration de la tombe de Thoutmôsis IV en l'an 8 d'Horemheb - Vallée des Rois.

Ainsi il semble que la vallée des Rois elle-même ait été le théâtre de tentatives de pillages que seules les traces de l'intervention de Maya témoignent. En l'an 8 du règne, Maya, qui comme Horemheb, avait commencé sa carrière sous le règne de Toutânkhamon, sur ordre du roi ouvre le tombeau de Thoutmôsis IV et le fait restaurer, inscrire le procès-verbal de son intervention sur les murs de l'antichambre du caveau et à nouveau sceller la tombe.
La tombe de Toutânkhamon pourrait avoir été une première fois violée pendant cette période ou juste avant, en tout cas peu de temps après l'enterrement du jeune pharaon. Le désordre qui y régnait lors de sa découverte en 1922 par Howard Carter en serait le résultat. L'archéologue estime que cet acte de vandalisme s'est produit entre la sixième et la seizième année du règne d'Horemheb. Les officiers de pharaon auraient alors précipitamment restauré et refermé la sépulture royale. Maya qui avait supervisé lui-même à l'enterrement du jeune roi a probablement encore une fois œuvré à rétablir l'ordre dans la nécropole royale. Le sceau officiel de la nécropole dont il était le responsable est à nouveau apposé sur la porte d'accès au caveau royal.
Ce haut personnage de la cour royale, Supérieur des Trésoriers du roi, ce qui fait de lui le ministre des finances du royaume, dirigeait toute une partie de l'administration royale et occupait un rang équivalent à celui des vizirs à la cour.
Il se fait lui aussi bâtir à Saqqarah une grande et vaste sépulture dotée d'un temple de culte couvert de reliefs peints, avec un pylône donnant sur une cour dotée d'une colonnade formant une galerie couverte. Elle ouvre sur une partie centrale qui était autrefois ornée de statue le représentant en compagnie de son épouse Mérit. Ces sculptures de haute qualité ont été produites dans les meilleurs ateliers royaux et figurent parmi les chefs-d'œuvre de la statuaire du Nouvel Empire. Suivait alors une seconde cour, péristyle cette fois, qui précédait les trois chapelles de culte du défunt et de son épouse. Le plan du temple de culte de Maya et de son épouse Mérit est aussi élaboré que celui d'Horemheb, signe du prestige que le haut fonctionnaire avait atteint à la cour royale.

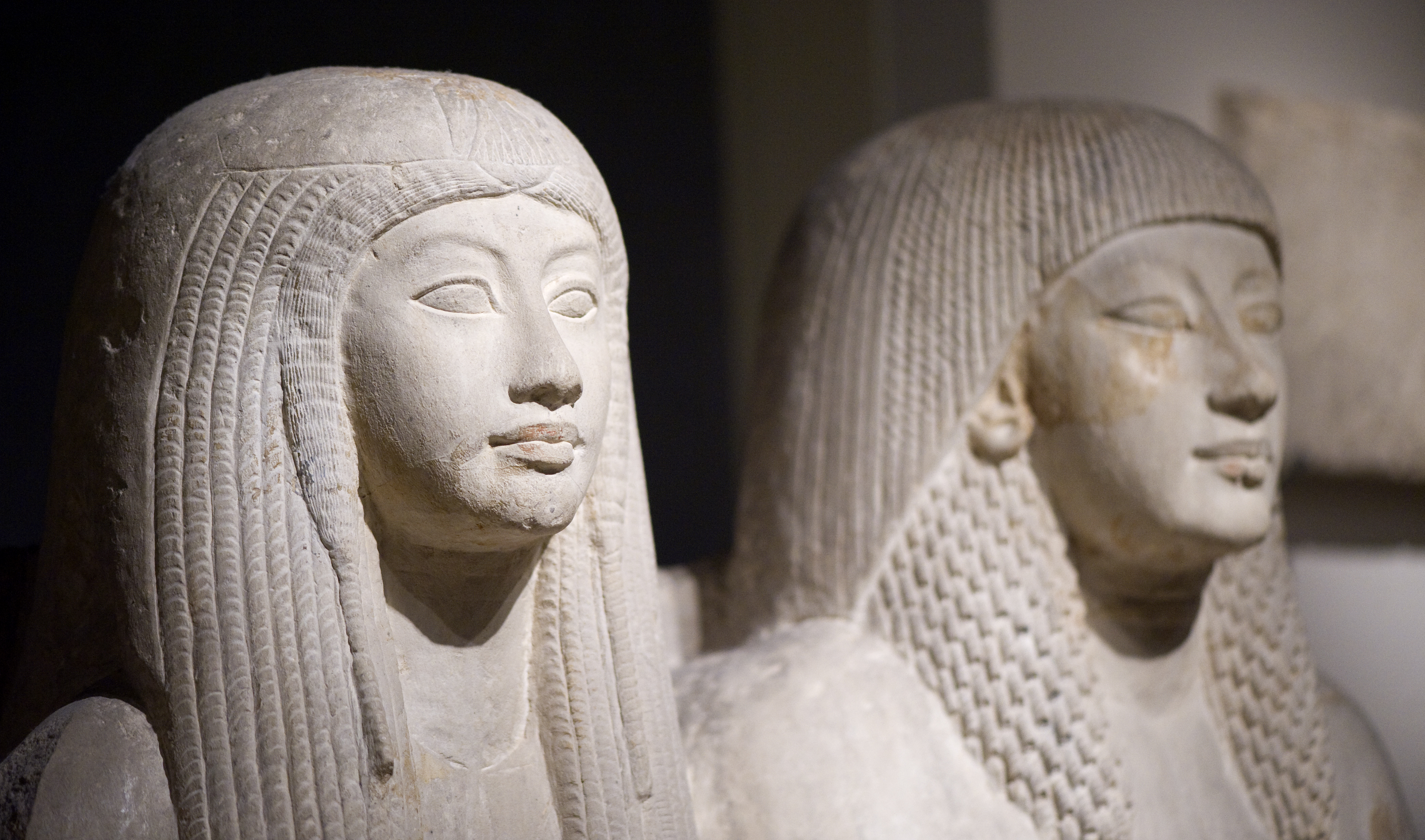
Statue double de Mérit et Maya, trésorier d'Horemheb - Rijksmuseum van Oudheden, Leyde.

En Nubie et sur les territoires du Soudan colonisés jusqu'à Napata, une administration militaire efficace dirigée par le fils royal de Koush maintient l'ordre et garantit les routes commerciales avec le reste de l'Afrique. Des expéditions punitives sont envoyées dans ces contrées afin de réduire toute velléité de révolte des peuples du sud. Pour en témoigner, de grands reliefs relatant les victoires du roi sont sculptés sur les murs du spéos du Gebel Silsileh, tandis que les tributs que les troupes égyptiennes en rapportent sont évoqués dans les tombes thébaines contemporaines,.
Sécurisant ainsi les accès aux mines d'or de Ouaouat qui s'étendent entre le Nil et la mer Rouge, le roi organise en outre une expédition au pays de Pount, renouant avec la prospérité des premiers temps de la dynastie. De cette contrée proviennent quantité de biens précieux, comme l'ivoire, des peaux de bêtes, de l'encens et de la myrrhe qui sont offerts aux dieux.
Depuis le delta partent également des expéditions minières dans les mines de turquoise du Sinaï. Ces matières premières étaient essentielles à l'économie des temples et de la cour et viennent alimenter directement l'institution du Trésor.
Cette politique efficace de gestion des ressources et de contrôle des biens et marchandises favorise le commerce et les richesses affluent à nouveau dans le pays, permettant de financer les grands projets du règne.

#### Le bâtisseur

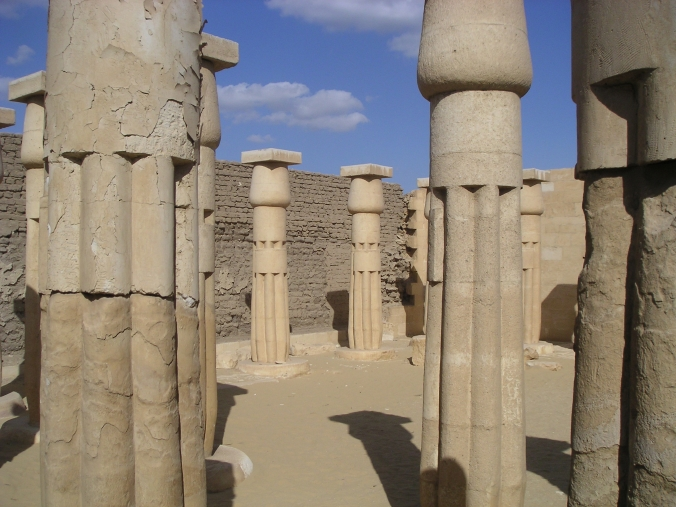
Cour du temple funéraire d'Horemheb bâti dans la nécropole de Memphis.

De son activité de bâtisseur royal on trouve son intervention depuis le delta du Nil jusqu'en Nubie.
Dans l'ancienne cité d'Avaris (Hout Ouaret), il exécute des travaux de restauration ou d'agrandissement du temple de Seth. Il y organise également une base militaire dont la position, aux marges du delta oriental du fleuve, permet ainsi une réactivité efficace en cas de besoin. Il suit en cela l'exemple de Thoutmôsis III et précède ainsi la politique internationale de la XIXe dynastie qui finira par y installer sa capitale.
De nombreux vestiges à son nom découverts à Héliopolis et dans les environs, notamment comme matériaux réutilisés pour l'édification des mosquées de la ville du Caire, témoignent des travaux du roi en faveur des divinités de la vieille cité qui retrouve alors son rôle de principale cité du dieu soleil, Rê-Horakhty-Atoum.
Il intervient à Memphis où la cour est installée depuis le règne de Toutânkhamon. La nécropole de Saqqarah est alors la nécropole de la noblesse et tout un quartier d'artisans s'y développe afin de répondre à la demande croissante de construction de nouvelles sépultures.
C'est dans le magnifique tombeau qu'il s'était préparé à Saqqarah qu'Horemheb choisira de faire inhumer ses deux épouses. Pour l'occasion les reliefs des murs du temple de culte sont modifiés, faisant ajouter à ses représentations l'uræus royal qui signale ainsi sa destinée extraordinaire. Comme à cette époque le plateau de la nécropole est peu élevé, les tombeaux sont constitués d'une substructure et d'une superstructure bâtie en brique crue recouverte d'un parement en pierres de taille couvertes de reliefs et de peintures. Des statues représentant les défunts sont érigées dans les parties accessibles pour le culte funéraire. Certaines de ces statues ont été reconstituées ou redécouvertes dans les collections d'antiquités égyptiennes du monde et d'Égypte dont notamment le British Museum et le Musée égyptien du Caire.
L'étendue et la complexité de ces complexes funéraires memphites varient selon la puissance du propriétaire de la sépulture. Peu à peu s'élèvent autour du monument d'Horemheb une série de tombeaux dont ceux des prêtres destinés à perpétuer le culte de leurs propriétaires comme ceux de personnalités importantes de la cour. Grâce à la mise en œuvre de ces chantiers, la grande cité du dieu Ptah retrouve une effervescence artistique qui produit un art raffiné hérité du style amarnien.

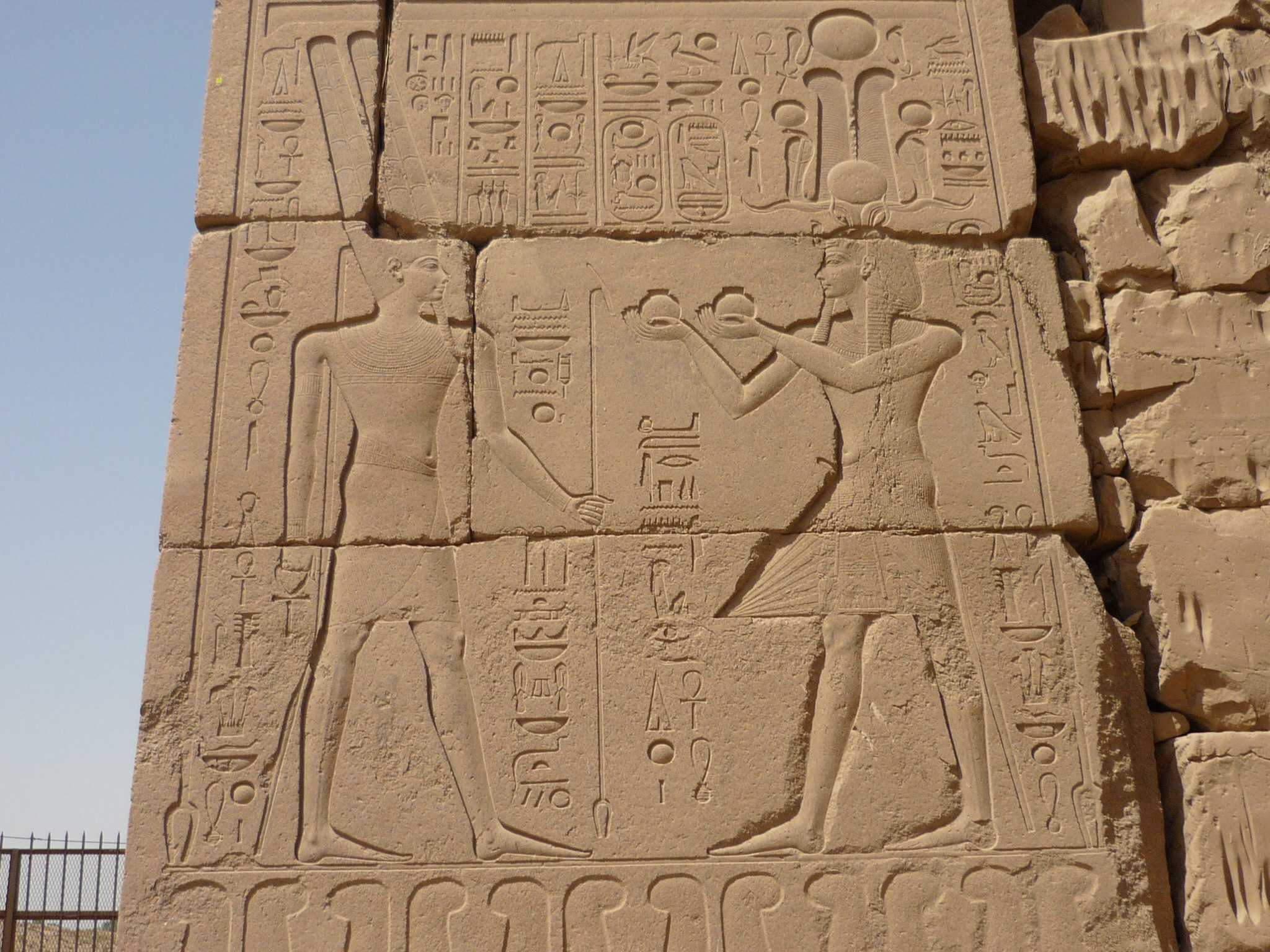
Horemheb offrant les vases nou au dieu Amon - de Karnak.

En Moyenne et en Haute-Égypte, il fait restaurer le temple d'Hermopolis Magna et intervient à Assiout où une stèle découverte sur le site témoigne des travaux que le roi a ordonné d'exécuter dans le temple du dieu Oupouaout. En Abydos, il intervient également et restaure le culte d'Osiris, plaçant dans son temple des statues le représentant en compagnie des dieux. Pour ces travaux, il ordonne le démantèlement des temples de l'ancienne cité d'Akhenaton qui devient alors une carrière utile pour l'édification de nouveaux monuments.
C'est ainsi qu'Horemheb fera édifier dans le temple d’Amon Rê à Karnak trois grands pylônes qui marquent les accès principaux du grand sanctuaire de la capitale de la Haute-Égypte. Son nom des Deux Maîtresses, l'un des cinq noms qu'il reçoit à son couronnement, le qualifie de « Celui qui accomplit de grandes merveilles dans le temple de Karnak ». C'est littéralement une proclamation de son programme architectural pour Karnak.
Le IIe pylône aménagé devant celui d'Amenhotep III est le nouveau portail monumental d'entrée du téménos sacré du dieu impérial qui est agrandi pour la circonstance. Il crée un nouvel espace dans lequel viennent s'élever dans les générations suivantes les centaines de colonnes de la grande salle hypostyle du temple. La grande colonnade centrale lui est généralement attribuée, suivant une analogie avec la grande colonnade du temple de Louxor édifiée elle sous le règne d'Amenhotep III. La fouille et l'examen minutieux de cet édifice grandiose de Karnak a démontré que sa fondation remonte bien à l'époque d'Horemheb. Ses fondations sont en effet constituées de milliers de talatates du Gem-Paaton, et les murs qui relient les deux pylônes ont été édifiés sous son règne démontrant que le projet avait bien été planifié par le roi. Commande que ses vizirs s'attachèrent tout particulièrement à réaliser puis à achever lors de leurs règnes successifs aux débuts de la XIXe dynastie.
Au sud de l'axe principal du grand temple d'Amon-Rê, il fait élever les IXe et Xe pylônes achevant le grand propylée cérémoniel qui ouvre vers les autres temples de la ville dont celui de Mout qu'il y relie par un dromos. L'étude et les fouilles du IXe pylône ont révélé que les premières assises du remplissage du monument étaient composées de grands blocs de grès provenant d'édifices datant des règnes d'Amenhotep III, d'Akhenaton et de Toutânkhamon jusqu'ici inconnus. Un grand nombre de talatates y ont été également retrouvés. Curieusement si certains de ces monuments ont été martelés d'autres ont été simplement démantelés préservant ainsi une partie de leur décoration. Le patient travail des archéologues, qui ont répertorié, photographié et trié chacun de ces blocs, a permis la reconstitution au Musée de Louxor, tel un grand puzzle, de tout un pan de mur de l'un des sanctuaires solaires édifiés à l'est de Karnak au début du règne d'Akhenaton.

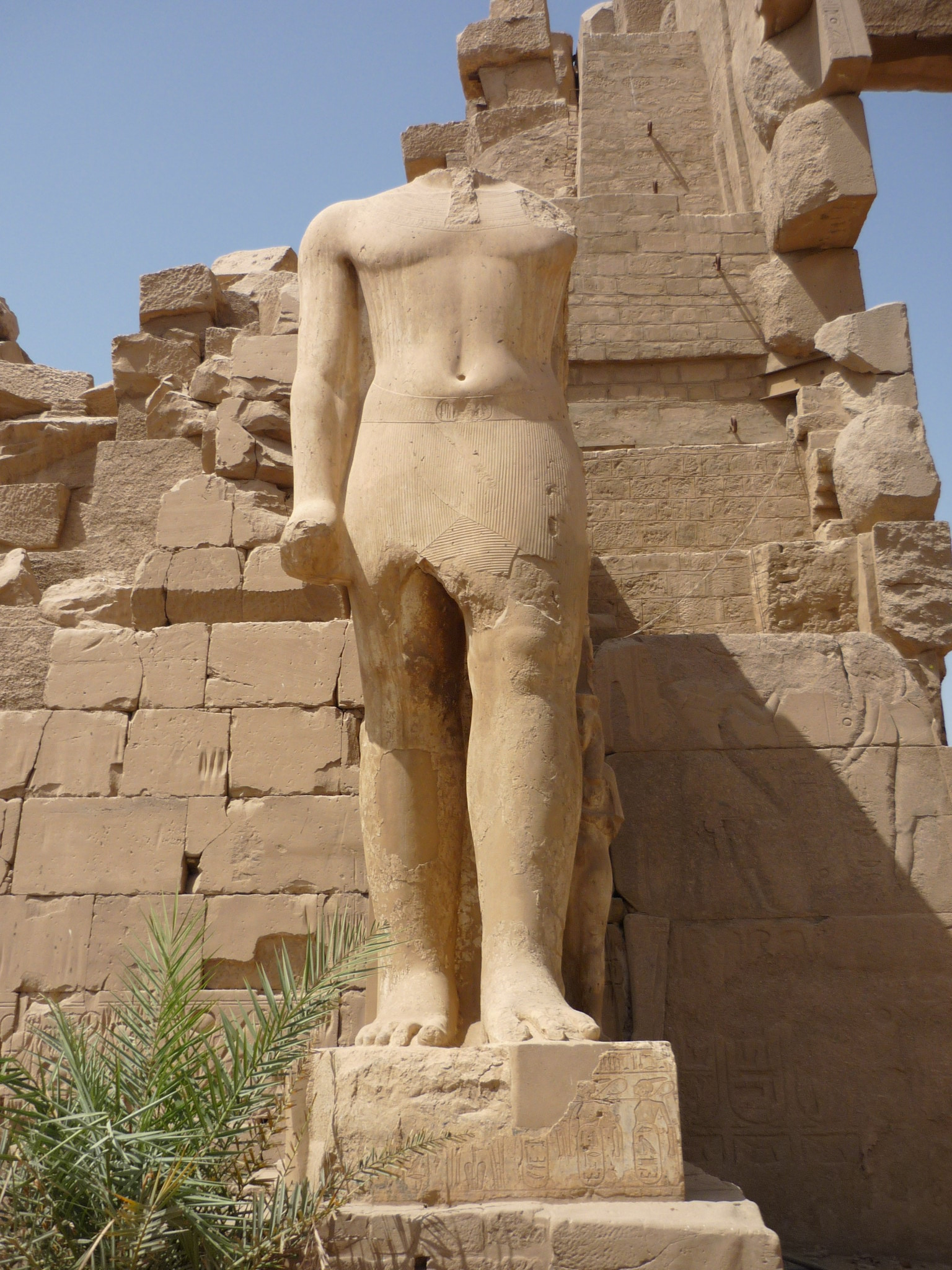
du temple d'Amon-Rê de Karnak, précédé de colosses du roi

Les murs qui relient ainsi cette succession de pylônes reçoivent alors une nouvelle décoration relatant les principaux événements du règne dont le défilé de captifs ramenés des expéditions militaires du roi et consacrés à la triade thébaine et viennent grossir les rangs des travailleurs qui constituent le personnel rattaché aux temples. Le retour d'une expédition envoyée au cœur du pays de Pount y est également figuré renouant ainsi avec les grandes époques de la XVIIIe dynastie.
À Louxor, au sud de cet ensemble, il fait achever la décoration du temple d'Amon-Min et réinscrire son cartouche sur les reliefs de Toutânkhamon contribuant ainsi à l'effacement du règne de l'éphémère souverain de la mémoire des temples.
Sur la rive ouest de Thèbes, il fait édifier son temple funéraire au sud ouest du grand temple de Kom el-Hettan, non loin du petit temple thoutmôside de l'Amon de Djêmé à Médinet Habou. Ce temple funéraire ou Temple des millions d'années avait été initialement prévu pour Toutânkhamon puis usurpé par Aÿ. Horemheb l'usurpe à son tour, le développe et en achève la décoration. Il est constitué de trois pylônes en briques crues en enfilade délimitant autant de cours cérémonielles le tout étant ceint d'un mur également de brique qui délimite lui le téménos dans lequel les ruines des magasins et ateliers du temple ont été découvertes. Enfin un dernier pylône, cette fois en pierre sert de façade au temple proprement dit qui est constitué d'une dernière cour entourée de colonnades. Elle précède une salle hypostyle qui donne sur la zone du sanctuaire consacrée au culte du pharaon et du dieu Amon qui se rend chaque année en grande procession dans les temples funéraires royaux au cours de la Belle fête de la vallée. De nombreuses statues au nom du roi, certaines colossales, y ont été découvertes et ont été souvent récupérées des règnes précédents celui du roi. On note entre le troisième et le quatrième pylône de cet ensemble cultuel la présence d'un palais cérémoniel. Ainsi si le plan d'ensemble, bien que de proportion réduite, suit celui du grand temple des millions d'années d'Amenhotep III, celui d'Horemheb comporte déjà les éléments constitutifs des fondations royales de la XIXe dynastie.
Dans la vallée des Rois, au contraire du tombeau de Toutânkhamon (KV62) qu'il ne touche pas, celui d'Aÿ est ouvert, vidé de son contenu et les cartouches du roi effacés achevant ainsi de le condamner à la damnatio memoriae. Cette désécration ultime est certainement l'œuvre d'Horemheb qui en parallèle fait creuser à son compte une nouvelle tombe, la KV57, dont l'architecture et la décoration préfigurent les grands hypogées royaux de Séthi Ier et de son fils Ramsès II.
Pour le creusement de sa tombe Horemheb reconstitue l'Institution de la tombe qui dépend directement du Trésor et du vizir. C'est de son règne que doit être daté le quartier le plus ancien de la Place de la Vérité située sur le site de Deir el-Médineh, le village des artisans et ouvriers chargés du creusement et de la décoration de l'ultime demeure du roi.
Au Gebel Silsileh qui abrite les carrières de pierre fournissant l'essentiel des matériaux nécessaires à ce nouveau programme de construction, Horemheb fait creuser un grand spéos. Ce lieu était également le centre de grandes cérémonies annuelles liées à la crue du Nil et avait déjà été distingué par les souverains précédents qui y avaient notamment laissé des stèles sculptées à même la falaise. Dédié à la triade thébaine ainsi qu'aux dieux du Nil et à son propre culte, ce temple est ouvert en façade par une grande galerie à piliers.

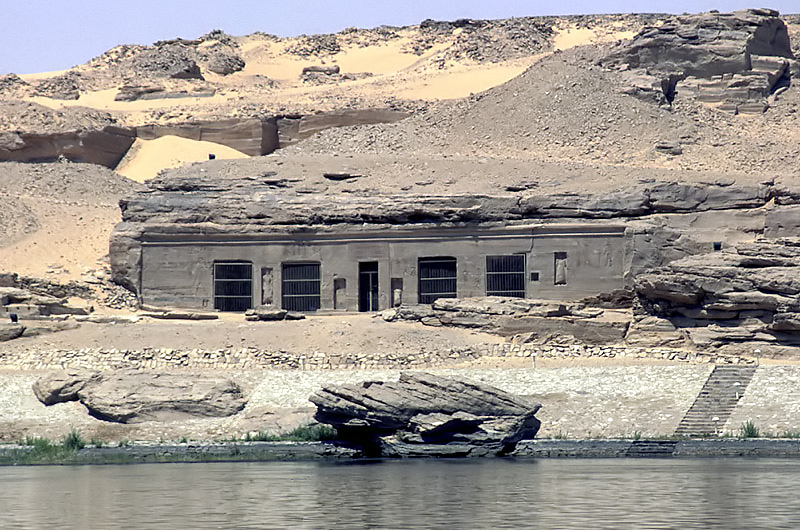
Temple spéos d'Horemheb au Gebel Silsileh.

Dans l'axe de l'entrée se trouve la chapelle de culte. De chaque côté de la galerie se trouvent des niches dans lesquelles sont sculptées en réserve des représentations en ronde-bosse du roi et des divinités adorées ici. Les murs du spéos sont couverts de reliefs retraçant les événements du règne comme les expéditions en Nubie par exemple. On y voit notamment une scène où le roi assis en majesté sur un trône porté par douze soldats de la garde royale, chacun coiffé d'une perruque ornée d'une plume d'autruche, suit une procession de prisonniers ramenés à la suite de sa victoire.
En Nubie sur le site d'Abou Oda, Horemheb fait creuser un autre spéos dédié à Amon-Rê, Thot et Khnoum. Ce petit sanctuaire rupestre est taillé dans la falaise qui surplombe le Nil. Accessible depuis la rive du fleuve par un escalier qui mène à une petite cour ouverte sur une salle à quatre colonnes. Cette dernière distribue trois pièces creusées dans le roc dont deux magasins et dans l'axe le naos qui abritait les statues divines. Les reliefs de cette fondation montrent le roi faisant des offrandes aux divinités et des stèles du règne y ont été également découvertes. On reconnaît là la forme générique des grands spéos qui seront par la suite édifiés par Ramsès II sur tout le territoire de la Nubie égyptienne. Ici aussi les divinités honorées sont en relation avec le Nil, fleuve-dieu garantissant la prospérité aux Deux Terres.
Encore plus au sud, au Gebel Barkal, le roi poursuit l'œuvre de son ancien maître Toutânkhamon agrandissant le sanctuaire dédié à la forme du dieu Amon adoré dans cette région.
Partout Horemheb laissera des statues à son nom le figurant aux côtés des principaux dieux du pays traduisant ainsi son action de réformateur en faveur de la religion traditionnelle égyptienne et en réaction à l'expérience du culte du disque unique du dieu Aton.

#### La fin du règne

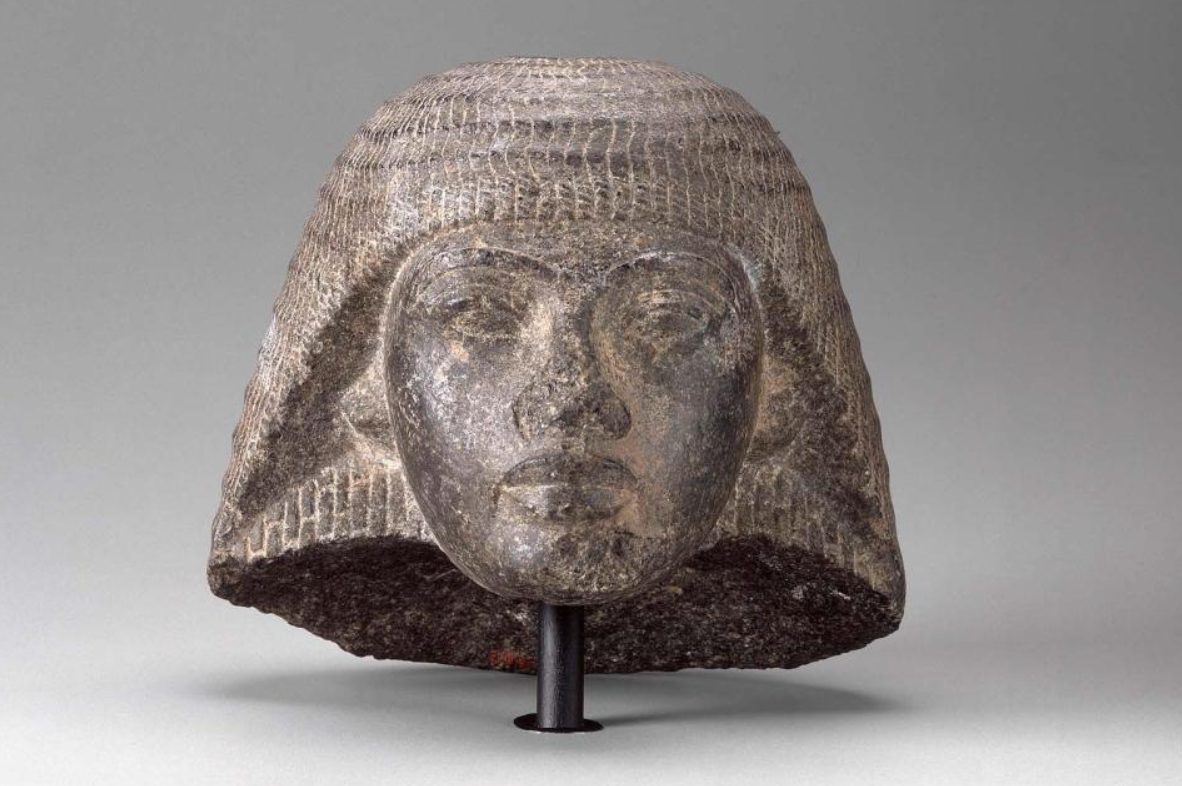
Statue du vizir et prince héréditaire Pa-Ramessou, futur Ramsès Ier.

D'abord marié à une certaine Amenye, il épouse à son couronnement la dame Moutnedjemet, qui est peut-être la sœur de Néfertiti, ce qui le rapprocherai — bien que sans légitimité du sang — de l'ancienne famille régnante. Il semble qu'Amenye soit morte au début du règne. Elle est enterrée dans la fastueuse tombe édifiée au cœur de la nécropole memphite.
Sans fils légitime, il nomme comme successeur son homme de confiance le vizir et général en chef Pa-Ramassou.
Selon la découverte récente dans la vallée des Reines de la tombe de Tanedjemet, une épouse royale jusque-là inconnue des débuts de la XIXe dynastie, certains égyptologues pensent qu'elle est la fille de la grande épouse royale Moutnedjemet et d'Horemheb. Le roi l'aurait ainsi donnée comme épouse au premier magistrat du pays, ou bien à son fils. Si tel est le cas alors ce lien de sang viendrait légitimer la montée sur le trône de cette famille originaire des environs de Tell el-Dab'a dans le delta.
Quoi qu'il en soit, le prince héréditaire et ami unique du roi sera couronné sous le nom de Ramsès Ier. Le pouvoir passe des pharaons « civils » aux pharaons « militaires », c'est-à-dire issus du corps des généraux.
Au contraire de ses prédécesseurs immédiats, la mémoire d'Horemheb sera honorée pendant les débuts de la dynastie suivante.
En effet, le premier tombeau qu'il s'est fait édifier à Saqqarah abrite outre la dépouille de la reine Moutnedjemet, celles d'inhumations secondaires de la période ramesside, dont probablement celle de Bentanat, une des filles ou petites filles de Ramsès II. Deux ouchebtis à son nom y ont été retrouvés par les archéologues de l'Egyptian Exploration Society qui continuent à fouiller le secteur et à restaurer les tombes qui y ont été découvertes.
Toute une nécropole de dignitaires de la cour des grands pharaons de la jeune XIXe dynastie s'installera à proximité de ce véritable temple dédié au culte funéraire d'Horemheb devenu une sorte de référence. On y a retrouvé notamment des stèles et dédicaces des prêtres memphites rattachés au culte du roi sous les premiers Ramsès. Leurs tombes sont sans doute aménagées à proximité du premier mémorial d'Horemheb.

## Sépulture

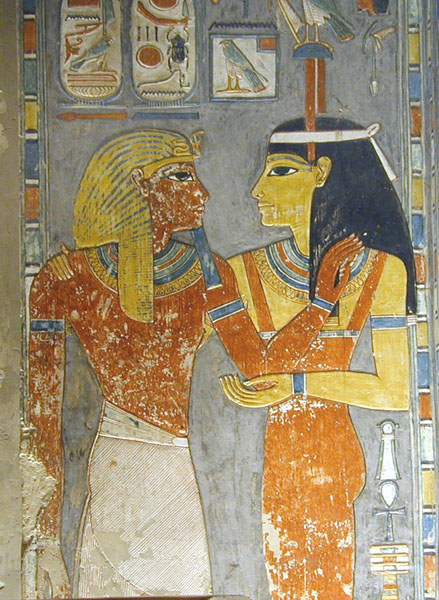
Fresque du tombeau d'Horemheb (KV57) dans la vallée des Rois

Bien qu'il se soit fait construire une immense sépulture à Memphis au temps où la cour de Toutânkhamon y séjournait, c'est dans son hypogée, la tombe KV57, de la vallée des Rois qu'il s'est fait inhumer.
Le plan de cet hypogée préfigure celui des grands tombeaux de la XIXe dynastie, comportant plusieurs descenderies à escalier, des corridors menant à des pièces servant d'antichambres, un puits destiné autant à éloigner le spectre des pilleurs de tombes qu'à protéger le caveau des infiltrations d'eau qui parfois inondent la vallée des Rois. L'ensemble rectiligne mène à une grande chambre funéraire qui abritait le corps du roi momifié et autrefois protégé dans une succession de sarcophages et de chapelles.
Seul le sarcophage externe du roi est resté sur place et trône encore au milieu de la chambre funéraire du roi. En quartzite rouge, il est décoré à ses angles de représentations des déesses Isis, Nephtys, Neith et Serket à l'instar des sarcophages royaux de ses prédécesseurs immédiats.
Cette sépulture innove sur le plan technique puisque l'emploi du relief en creux remplace la peinture sur plâtre ou sur enduit. Sa décoration sur fond bleu renoue revanche avec la tradition, notamment avec la décoration du tombeau d'Amenhotep III qui présente des scènes analogues. En revanche, c'est la première tombe à présenter dans son programme décoratif les chapitres du livre des Portes, décoration mythologique du voyage dans l'au-delà de l'âme en compagnie des dieux qui sera largement développée dans les tombes royales de la période ramesside qui suit.
L'ensemble est inachevé, seules les antichambres ayant été finies avec soin. La décoration du caveau est restée à l'état d'ébauche. L'impression d'ensemble est que le travail a été interrompu par le décès du roi.

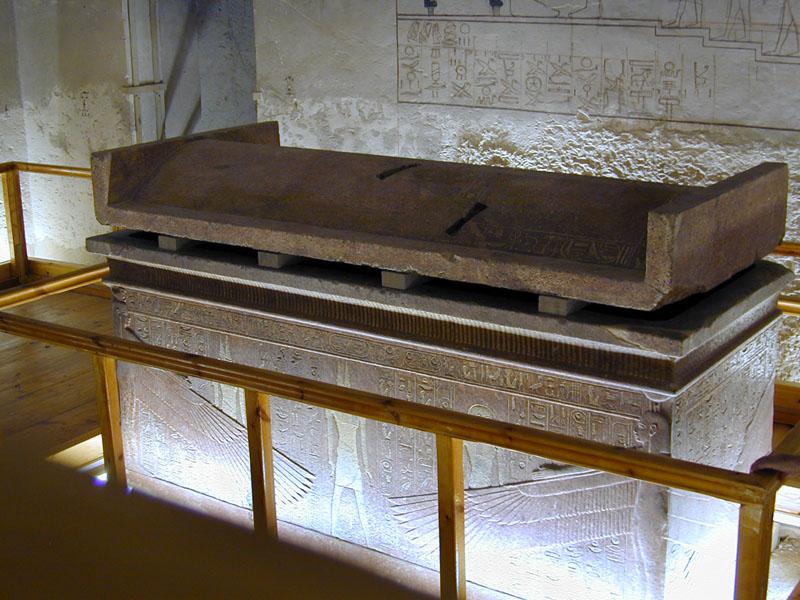
Sarcophage d'Horemheb - KV57, vallée des Rois

Pillé dès l'Antiquité, le tombeau d'Horemheb a livré quelques vestiges du viatique funéraire du roi dont la plupart sont exposés aujourd'hui au British Museum. Des statues funéraires en bois recouvert de bitume noir ont ainsi été retrouvées. Bien que spoliées des feuilles d'or qui les recouvraient autrefois, il est intéressant d'en faire la comparaison avec les exemples trouvés intacts dans le tombeau de Toutânkhamon. Le tombeau d'Horemheb devait être, à l'instar de celui de son jeune maître, rempli de trésors et d'une grande richesse. Les restes du coffret à canopes ont été restaurés et sont exposés au Musée du Caire. La tombe comprend également des bouchons de vases canopes à l'effigie du roi et le sarcophage externe qui est toujours en place dans l'hypogée avec son couvercle brisé (restauré et remis en place depuis).
Plusieurs inscriptions hiératiques de la XXIe dynastie démontrent que la tombe a été inspectée et probablement utilisée comme cache pour abriter d'autres corps princiers ou royaux provenant de sépultures violées pendant les troubles qui achevèrent de ruiner le Nouvel Empire. De nombreux restes humains ont été retrouvés dans le tombeau, certains placés dans le sarcophage externe d'Horemheb, les autres dans les annexes du caveau royal. L'étude de ces restes a démontré qu'ils appartenaient à plus de huit individus, sans qu'il soit possible de déterminer si parmi eux se trouvent les ossements d'Horemheb. La momie d'Horemheb, ou ce qu'il en reste, reste donc à ce jour encore inconnue.
Elle a été découverte en 1908 par Edward Russell Ayrton qui a effectué des fouilles entre 1908 à 1912 sous la direction de Theodore Monroe Davis. En 1934, des travaux de restauration et consolidation ont été effectués par le Service des Antiquités égyptiennes. À partir de 1994 des travaux de conservation ont été entrepris par le Conseil Suprême des Antiquités.
La tombe à sa découverte était remplie de débris divers provenant notamment des inondations successives qui depuis trois millénaires ont ravagé la vallée des Rois et obstrué ainsi bon nombre de caveaux. Le déblaiement complet de la KV57 a été entrepris depuis le milieu des années 1990.
Le puits n'avait pas été complètement déblayé par exemple. Ce faisant, les égyptologues ont retrouvé quantité de petits objets qui appartenaient autrefois au viatique du roi dont bon nombre de fragments de jarres à vin. Certaines étaient munies de leur étiquette indiquant la provenance et la date du cru. La plus haute date du règne indiqué sur ces étiquettes fait référence à l'an 14 du règne du roi, ce qui a relancé les débats concernant la durée du règne du roi. L'état inachevé de la tombe ainsi que ces étiquettes de jarres corroboreraient une durée de règne inférieure à quinze années.
Cette interprétation reste cependant discutée, la décoration du tombeau et notamment celle du caveau ayant pu être achevée dans la période des soixante-dix jours nécessaires à la momification du roi à l'instar de la tombe de Toutânkhamon. À l'inverse, la tombe de Séthi Ier a été entièrement décorée pendant son règne qui est estimé à une décennie tout au plus.
Pour le cas d'Horemheb, quelle que soit la durée de son règne qui reste selon l'ensemble des égyptologues supérieure à une décennie, on s'explique donc mal pourquoi les artisans n'ont pas achevé, même de manière plus sommaire que dans les antichambres, la décoration du caveau royal. Tout porte à croire que le chantier a été abandonné en cours de route, son achèvement ayant été remis à plus tard pour des raisons encore inconnues.